# Breakout (film, 2013)
Pour les articles homonymes, voir Breakout.
Pour plus de détails, voir Fiche technique et Distribution.
Breakout (aussi Split Decision) est un thriller canadien d'action écrit et réalisé par Damian Lee, sorti en 2013.

## Synopsis
Jack Damson, un militant écologiste, est emprisonné après avoir accidentellement tué un homme au cours d'une manifestation. Son épouse Maria, qui est également son avocate, a refait sa vie avec Chuck. Le couple élève les deux enfants que Jack a eu avec Maria : Jenny et Mikey. 
Un jour, Chuck emmène ces derniers pour un séjour en forêt. Mais ceux-ci sont témoins d'un meurtre commis par Tommy, un psychopathe sorti de prison, accompagné de son frère Kenny, un déficient mental. Ce dernier, effrayé par la folie meurtrière de son frère décidé à pourchasser les deux enfants, parvient à prévenir Maria (qu'il prend pour sa propre mère) du danger qui plane sur eux. Maria met aussitôt Jack au courant. Celui-ci décide de s'évader de prison pour sauver Jenny et Mikey…

## Fiche technique
- Titre : Breakout
- Autre titre : Split Decision
- Réalisation : Damian Lee
- Scénario : Christian Piers Betley, Damian Lee et Deborah Wakeham
- Musique : Jonathan Goldsmith
- Photographie : Curtis Petersen
- Montage : William Steinkamp
- Production : Mary Eilts, Brendan Fraser, Gary Howsam, Bill Marks et Christine Sola
- Société de production : Rollercoaster Entertainment, Split Decision Productions et Vortex Words Pictures
- Pays :  Canada
- Genre : Action,drame et thriller
- Durée : 89 minutes
- Dates de sortie : 
  -  États-Unis : 17 septembre 2013

## Distribution
- Brendan Fraser : Jack
- Dominic Purcell : Tommy Baxter
- Ethan Suplee : Kenny Baxter
- Holly Deveaux : Jenny
- Daniel Kash : Chuck
- Christian Martyn : Mikey
- Amy Price-Francis : Maria
- Anthony Ulc : Ryan Pain
- Zion Forest Lee : Clive
- Arcadia Kendal : Jenny à  9 ans
- Andrew Jackson : Lapin

## Tournage
Le film a été tourné au Canada, dans la province de l'Ontario, notamment à Sault-Sainte-Marie.